# David Turquand-Young
David Turquand-Young (ur. 13 stycznia 1904 w Londynie, zm. 14 września 1984 w Blantyre) – brytyjski wojskowy i sportowiec, oficer British Army i Royal Navy Volunteer Reserve, reprezentant Wielkiej Brytanii w pięcioboju nowoczesnym na igrzyskach olimpijskich w Paryżu w 1924 i w Amsterdamie w 1928 roku, reprezentant Anglii w rugby union.

## Życiorys
David Turquand-Young, znany popularnie jako „Turkey”, był najmłodszym członkiem brytyjskiej reprezentacji w pięcioboju nowoczesnym w zawodach olimpijskich w 1924 roku. Miał wówczas 19 lat i stopień podporucznika (Second Lieutenant) Royal Tank Corps. W Paryżu zajął 13. miejsce. W 1928 roku zwyciężył w mistrzostwach kraju i po raz drugi znalazł się w reprezentacji olimpijskiej. W Amsterdamie został sklasyfikowany na szóstym miejscu, najlepszym dla Wielkiej Brytanii do igrzysk w Monachium w 1972 roku. 
Pod koniec lat 20. był także reprezentantem kraju w rugby union, grał na pozycji wspieracza młyna. Debiutował w meczu przeciwko Australii 7 stycznia 1928 roku, a wystąpił łącznie w pięciu testmeczach. Był kapitanem klubu Richmond F.C.. Jego karykatura znalazła się na jednej z kart kolekcjonerskich (papierosowych) wydawanych przez Willsa.
W okresie II wojny światowej wstąpił do rezerwy marynarki. Jako tymczasowy komandor podporucznik (Temporary/Acting Lieutenant Commander) dowodził fregatami „Kingsmill” (26 września – 24 października 1944) i „Grindall” (od 2 listopada 1944). 15 kwietnia 1945 roku „Grindall”, wspólnie z fregatą „Keats”, zatopiły na południowy zachód od Irlandii niemiecki okręt podwodny U-285. Został za to odznaczony Krzyżem Wybitnej Służby.